# Велецо Ломелина
Велѐцо Ломелѝна (на италиански: Velezzo Lomellina, на местен диалект: Vles, Влес) е село и община в Северна Италия, провинция Павия, регион Ломбардия. Разположено е на 98 m надморска височина. Населението на общината е 103 души (към 2010 г.).